# Pavlikeni
Pavlikeni (bulgară Павликени) este un oraș în nordul Bulgariei, localizat în Obștina Pavlikeni, parte a Regiunii Veliko Târnovo.

## Persoane notabile
- Nicola Ghiuselev - cântăreață de operă de renume mondial
- Kiril Rakarov - fost jucător al echipei naționale de fotbal a Bulgariei

## Demografie
Componența etnică a orașului Pavlikeni
     Turci (2,83%)
     Bulgari (87,49%)
     Romi (1,73%)
     Nicio identificare (7,74%)
     Altele (0,18%)
La recensământul din 2011, populația orașului Pavlikeni era de 10.671 locuitori. Din punct de vedere etnic, majoritatea locuitorilor (87,49%) erau bulgari, existând și minorități de turci (2,83%) și romi (1,73%). Pentru 7,74% din locuitori nu este cunoscută apartenența etnică.